# Špicové a plemena primitivní

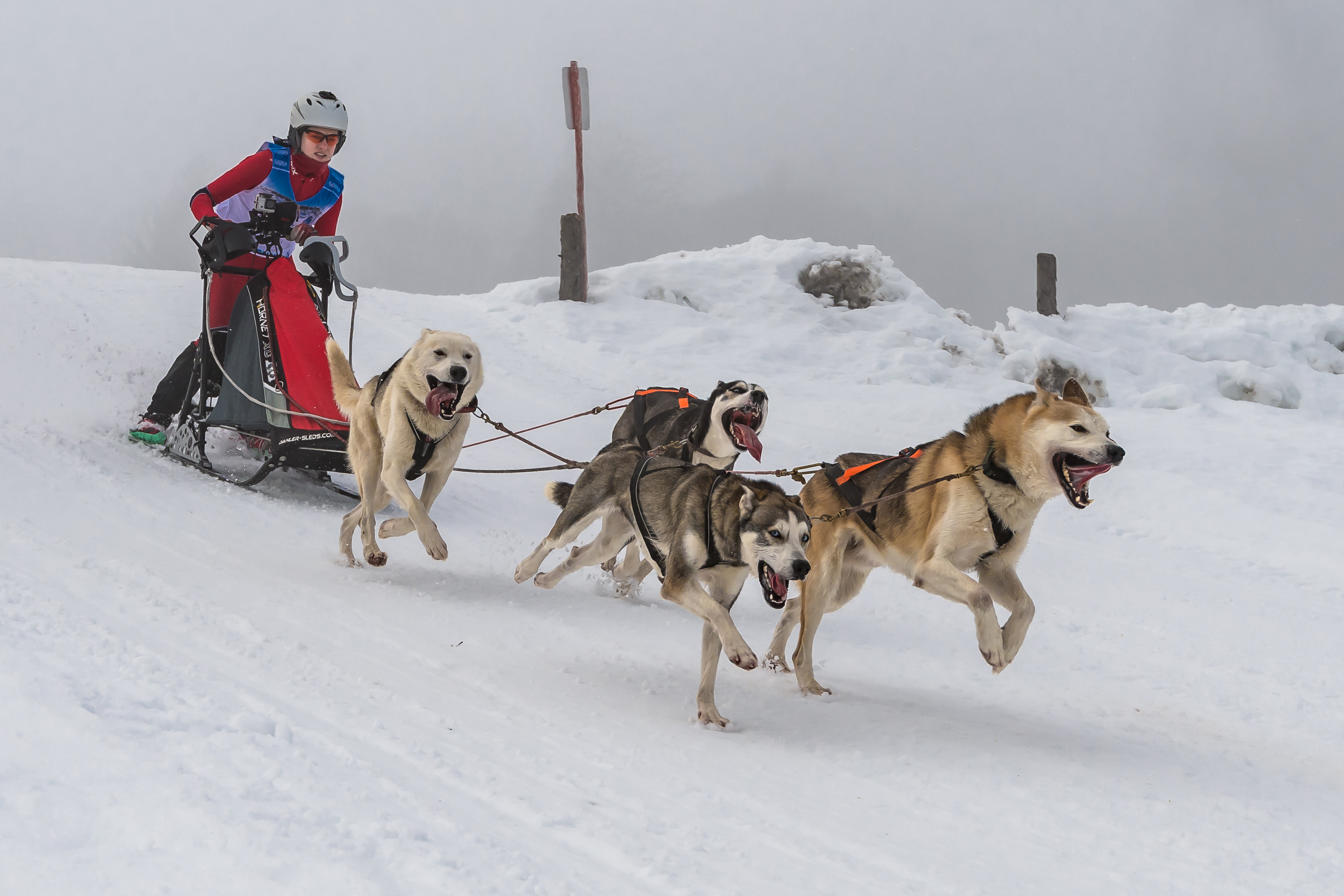
Aljašští malamuti

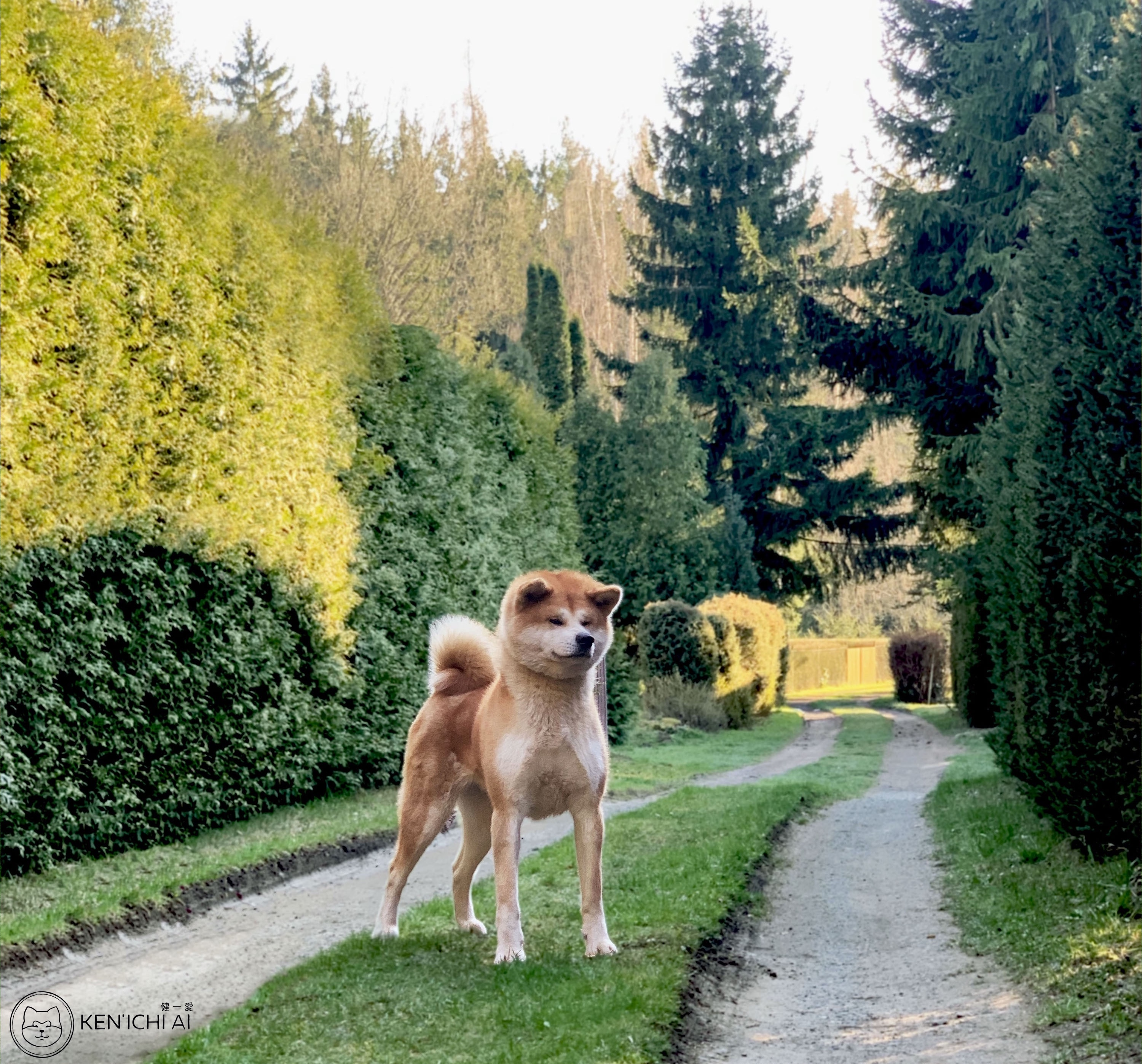
Akita Inu

Špicové a plemena primitivní jsou skupinou psů s pořadovým číslem pět dle FCI. Tato skupina má celkem osm sekcí: Severští sáňoví psi, Severští lovečtí psi, Severští hlídací a ovčáčtí psi, Evropští špicové, Asijští špicové a příbuzná plemena, Primitivní plemena, Primitivní lovecká plemena a Primitivní lovecká plemena s protisměrně rostoucí srstí na hřbetě (ridgem). Tito psi jsou různorodí, jsou různě velcí, mají jiné barvy i stavbu těla. Nejznámějšími zástupci této skupiny jsou němečtí špicové. Ze sekce primitivních plemen to je basenži. Je to nejstarší psí plemeno ve střední Evropě, jeho předkem je pes rašelinný z doby kamenné a pozdější špic kolových staveb, z něhož se vyvinula řada dalších plemen.
Česká republika nemá v této skupině žádné zástupce, na rozdíl od Německa. Zvláštní zmínku si zaslouží poslední sekce, tedy primitivní lovecká plemena s ridgem na hřbetě. Jedná se o tmavší pruh srsti, která roste opačným směrem. V této sekci je pouze jeden zástupce; thajský ridgeback (rhodéský ridgeback je oficiálně uznán jako honič).

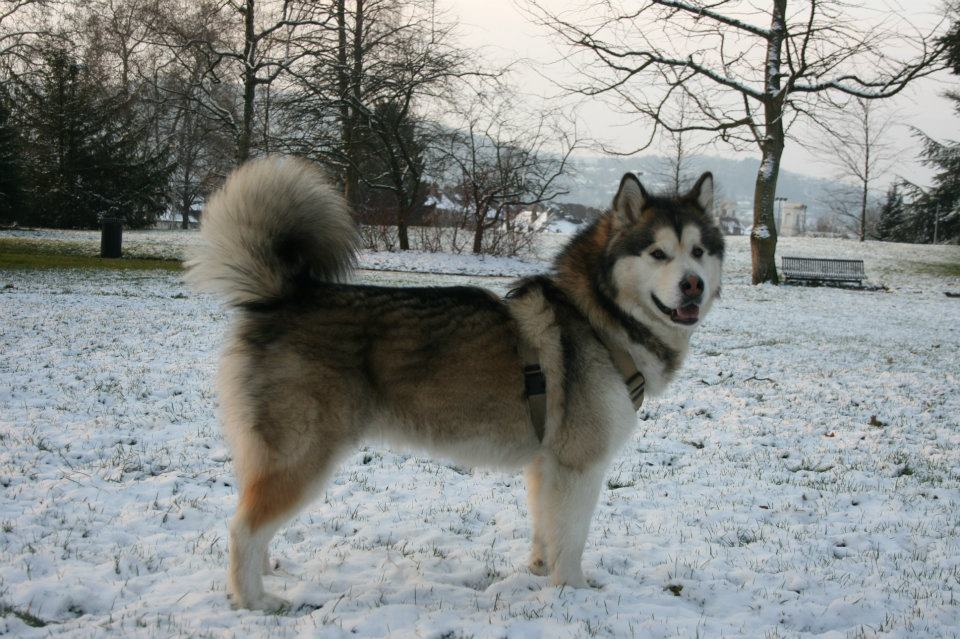
Aljašský malamut

Špicové jsou stará plemena, i když ne tak jako primitivní plemena. Většina z nich je z arktických a subarktických oblastí, evropští špicové jsou jen dva (německý špic, italský volpino). Předci špiců jsou neznámí, žádný archeolog zatím nenašel nález, který by představoval přechod těchto psů z mohutných vlků do svalnatých psů. Prapředky evropských špiců je dle všeho pes bažinný. Za domestikaci vlků na dnešní špice mohou severští indiáni, kteří hledali pomocníka na tahání těžkých nákladů. To bylo také původní využití většiny špiců; tahání těžkých nákladů a jejich hlídání. Ale třeba německý špic byl společenský pes již od počátků chovu. Dnes jsou všichni špicové jen společenští psi nebo psí sportovci (mushing).
Přestože označení "primitivní plemena", se může zdát hanlivé, v této sekci psů je několik plemen, která se řadí jako jedna z nejinteligentnějších. "Primitivní" jsou proto, že jsou to velmi stará a původní plemena. Například basenži se dostal s Féničany do Afriky před více než pěti tisíci lety. U mnohých z nich je pravděpodobnost, že jejich předkem je původní dingo. Většina z nich vznikala přirozeným křížením bez zásahu člověka. Nejvíce primitivních plemen pochází z jižní Evropy, pak tu máme faraonského psa z Afriky a thajského ridgebacka z Thajska. Primitivní plemena v Austrálii nepotkal příliš šťastný osud; ti, kteří přijeli s kupci z Austrálie byli většinou předkládáni bohům jako oběti, proto se dodnes nedochovali. Jedním z dochovaných je novoguinejský zpívající pes, ten je ale považován za divoké zvíře.

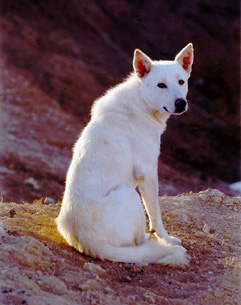
Kanaánský pes

## Plemena dle FCI

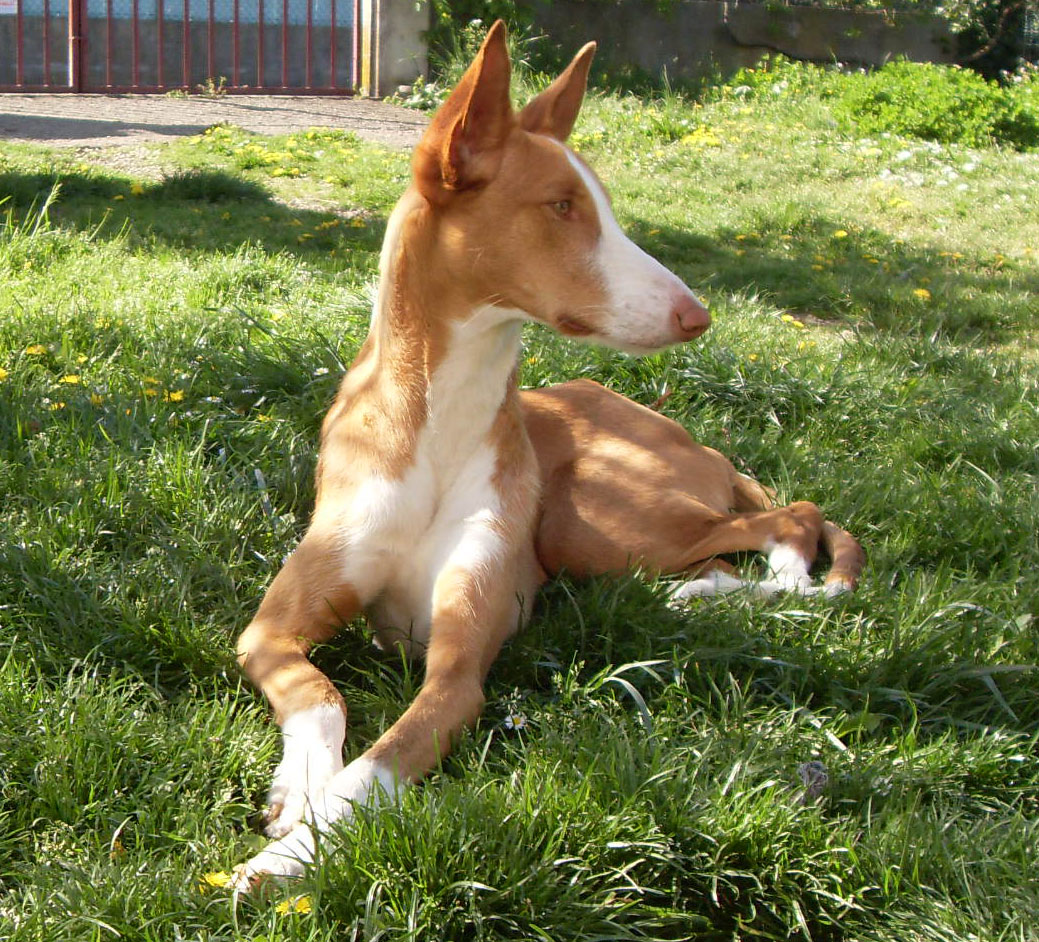
Ibizský podenco

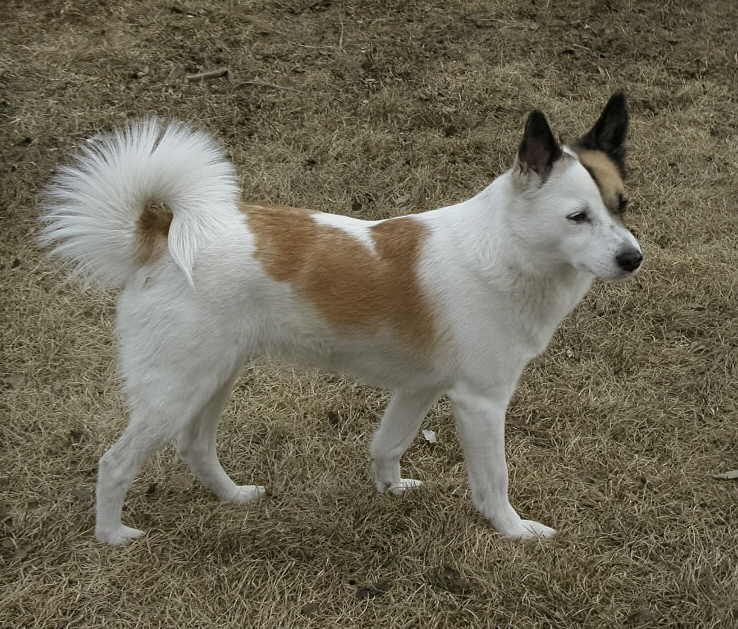
Norbotenský špic

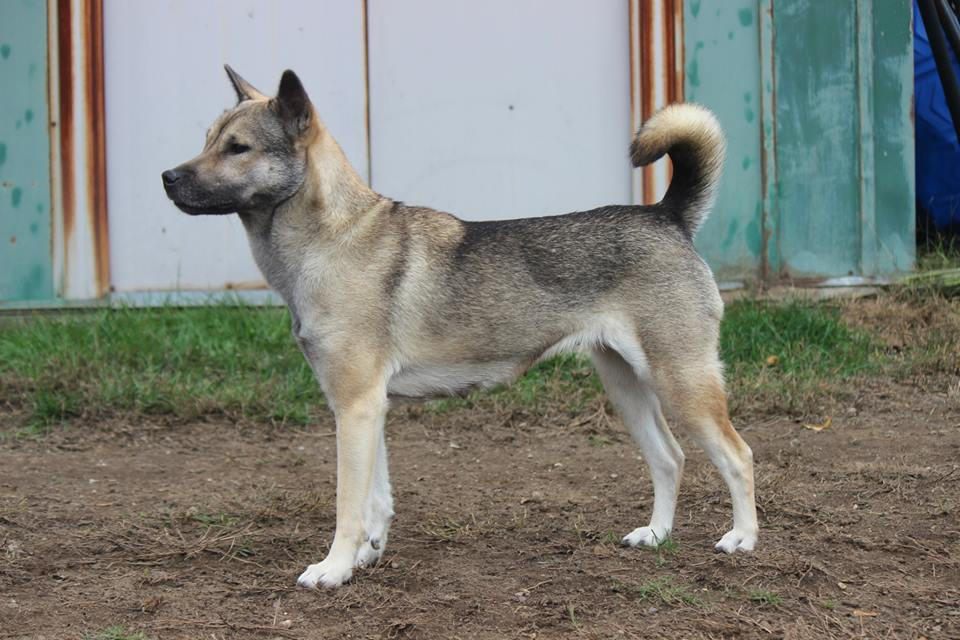
Kishu-Inu

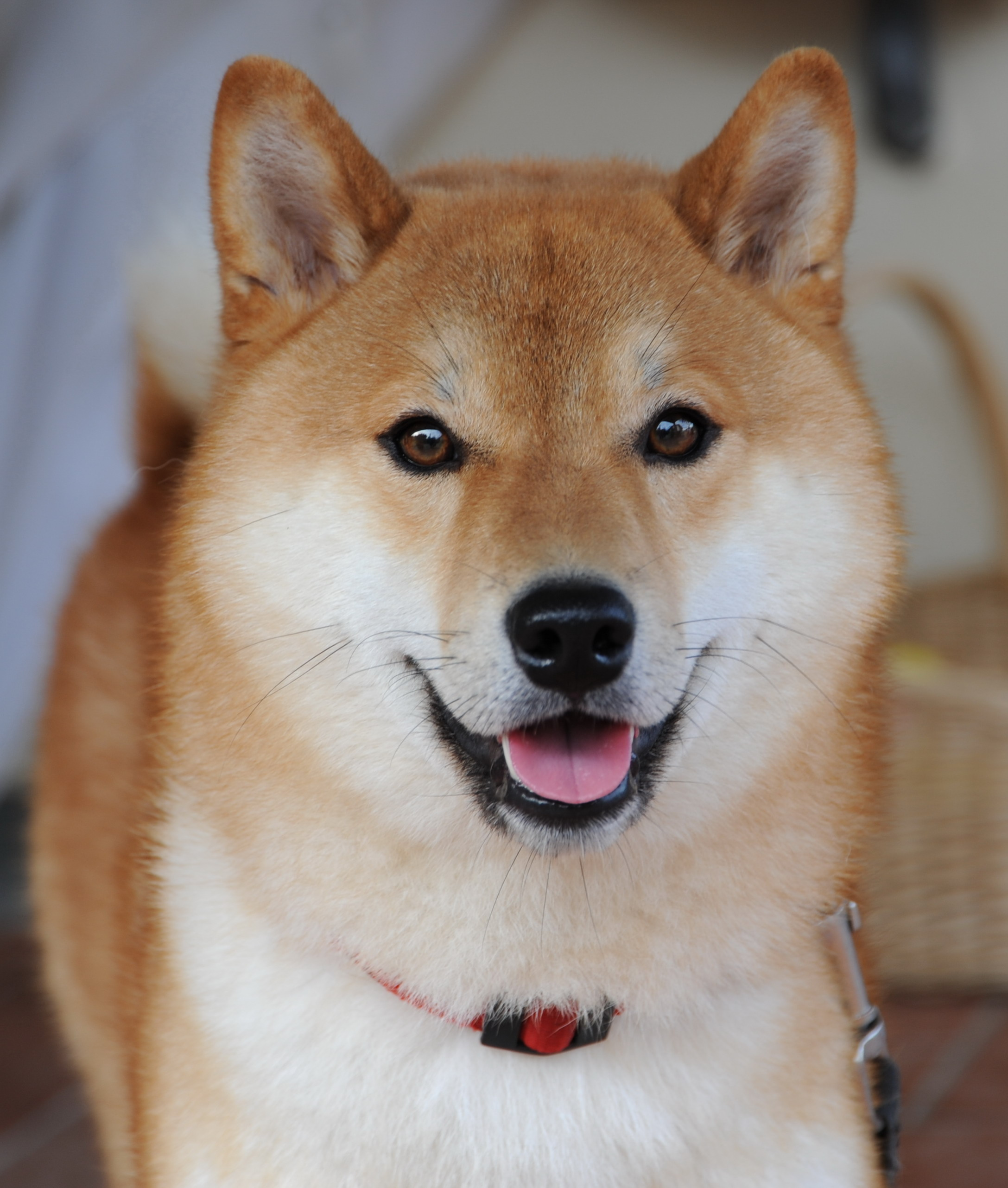
Shiba-Inu

FCI v této skupině rozeznává následující plemena:

### Severští sáňoví psi
- Aljašský malamut
- Grónský pes
- Jakutská lajka
- Kanadský eskymácký pes
- Samojed
- Sibiřský husky

### Severští lovečtí psi
- Norský losí pes černý
- Východosibiřská lajka
- Finský špic
- Jämthund
- Karelský medvědí pes
- Norbotenský špic
- Norský losí pes šedý
- Norský lundehund
- Ruskoevropská lajka
- Západosibiřská lajka

### Severští hlídací a ovčáčtí psi
- Lapinkoira
- Lapinporokoira
- Norský buhund
- Laponský pes
- Vaestgoetlandský špic

### Evropští špicové
- Italský volpino
- Německý špic

### Asijští špicové a příbuzná plemena
- Americká akita
- Akita Inu
- Čau-čau
- Eurasier
- Hokkaido-Ken
- Japonský špic
- Kai Kan
- Kintamani
- Kishu-Inu
- Korejský Jindo
- Shikoku-Inu
- Thai Bangkaew Dog
- Shiba Inu

### Primitivní plemena
- Basenji
- Faraonský pes
- Kanaánský pes
- Mexický naháč
- Peruánský naháč

### Primitivní lovecká plemena
- Kanárský podenco
- Ibizský podenco
- Portugalský podengo
- Sicilský chrt
- Taiwanský pes
- Thajský ridgeback